# 가모정 (시마네현)
가모정(加茂町)은 시마네현 동부에 있던 정이며 오하라군에 속했다. 2004년 11월 1일에 다이토정, 기스키정, 이시군 미토야정, 가케야정, 요시다촌과 합병해 현재의 운난시 가모정에 해당한다.

## 역사
- 1934년 5월 1일 - 3개의 촌이 합병해 성립하였다.
- 2004년 11월 1일 - 다이토정, 기스키정, 이시군 미토야정, 가케야정, 요시다촌과 합병해 운난시가 성립하였다. 동일 가모정은 폐지되었다.

## 교통

### 철도
- 서일본 여객철도 기스키 선

### 도로
- 국도 제54호선